# Tom Ince
Thomas „Tom“ Christopher Ince (* 30. Januar 1992 in Stockport) ist ein englischer Fußballspieler, der seit 2023 beim Zweitligisten FC Watford unter Vertrag steht. 

## Karriere

### FC Liverpool
Der aus der eigenen Jugendakademie stammende Thomas Ince debütierte am 22. September 2010 für den FC Liverpool im League Cup 2010/11 bei einer Drittrundenniederlage gegen Northampton Town. Am 1. November 2010 wechselte Ince auf Leihbasis zum englischen Drittligisten Notts County. Für den von seinem Vater Paul Ince trainierten Verein bestritt er sechs Ligaspiele (zwei Treffer) in der Football League One 2010/11, ehe er im Januar 2011 nach Liverpool zurückkehrte.

### FC Blackpool und Crystal Palace
Aufgrund der fehlenden Perspektive in Liverpool unterschrieb der 19-jährige Flügelspieler am 3. August 2011 einen Zweijahresvertrag beim Zweitligisten FC Blackpool. In seiner ersten Saison für die von Ian Holloway trainierten Mannschaft, etablierte sich Ince (33 Ligaspiele/6 Tore) als Stammspieler und erreichte mit Blackpool als Tabellenfünfter der Football League Championship 2011/12 die Play-offs. Nach einem Erstrundenerfolg über Birmingham City, zog der Verein ins Finale gegen West Ham United ein. Vor 78.523 Zuschauern in Wembley glich Thomas Ince in der 48. Minute zum 1:1 aus, ehe Ricardo Vaz Tê in der 87. Minute den Siegtreffer für West Ham erzielte.
In der Football League Championship 2012/13 erzielte Ince achtzehn Ligatreffer. Am 31. Januar 2014 wechselte Ince bis zum Ende der Saison 2013/14 auf Leihbasis in die Premier League zu Crystal Palace.

### Über Hull und Nottingham nach Derby
Zur Saison 2014/15 wechselte Ince zu Hull City. Am 30. Oktober 2014 wurde er bis zum 28. Dezember 2014 an Nottingham Forest ausgeliehen und am 2. Februar 2015 an Derby County weiterverliehen. Zur Saison 2015/16 wurde Ince schließlich fest von Derby verpflichtet und mit einem Vierjahresvertrag bis zum 30. Juni 2019 ausgestattet.

### Huddersfield Town und Stoke City
Am 4. Juli 2017 unterschrieb Ince einen Dreijahresvertrag beim Premier-League-Aufsteiger Huddersfield Town. Nachdem er in 33 Ligapartien der Premier League 2017/18 2 Tore für den Tabellensechzehnten erzielt hatte, wurde er im Juli 2018 an Stoke City verkauft. In zwei Spielzeiten als Stammspieler gelang ihm mit Reading nicht die angestrebte Rückkehr in die erste Liga. Da auch seine Leistungen sich nicht wie erhofft entwickelten, wurde er in den Spielzeiten 2020/21 und 2021/22, jeweils in der Rückrunde an Luton Town und den FC Reading ausgeliehen.

### FC Reading und FC Watford
Am 21. Juni 2022 wechselte er auf fester Vertragsbasis zum von seinem Vater Paul Ince trainierten FC Reading. Nach einem Jahr wechselte er im Sommer 2023 zum FC Watford.

### Englische Nationalmannschaft
Am 6. September 2012 bestritt er beim 2:0-Auswärtssieg über Aserbaidschan sein erstes Länderspiel für die U-21.